# Eucereon cimonis
Eucereon cimonis är en fjärilsart som beskrevs av William Schaus 1910. Eucereon cimonis ingår i släktet Eucereon och familjen björnspinnare. Inga underarter finns listade i Catalogue of Life.